# بابكر ديوب (لاعب كرة قدم موريتاني)
بابكر ديوب (مواليد 17 سبتمبر 1995) هو لاعب كرة قدم موريتاني يلعب كحارس مرمى مع نادي نواذيبو الذي ينافس في الدوري الموريتاني الممتاز، وكذلك مع منتخب موريتانيا لكرة القدم.

## وصلات خارجية
- بابكر ديوب (لاعب كرة قدم موريتاني) على موقع قاعدة بيانات كرة القدم.إي يو (الإنجليزية)
- بابكر ديوب (لاعب كرة قدم موريتاني) على موقع ناشيونال فوتبول تيمز (الإنجليزية)
- بابكر ديوب (لاعب كرة قدم موريتاني) على موقع Soccerway.com (الإنجليزية)
- بابكر ديوب (لاعب كرة قدم موريتاني) على موقع عالم كرة القدم.نت (الإنجليزية)